# 中日本自動車短期大学
中日本自動車短期大学（なかにほんじどうしゃたんきだいがく、英語: Nakanihon Automotive College、公用語表記: 中日本自動車短期大学）は、岐阜県加茂郡坂祝町深萱1301に本部を置く日本の私立大学。1965年創立、1967年大学設置。大学の略称はNACまたは自短（じたん）。

## 概観

### 大学全体
- 岐阜県加茂郡坂祝町に所在する日本の私立短期大学で、設置主体は学校法人神野学園[1]。
- 学校法人神野学園により運営されている日本の私立短期大学であり、1967年に設置された[2]。かつては自動車工業科のみの単科短大だったが、2009年度より学科を増設した。それに伴い、自動車工業科の入学定員を600名から300名に半減した。現在は、2学科で入学総定員230名、専攻科は2専攻で入学総定員60名体制となっている[1]。

### 建学の精神（校訓・理念・学是）
- 中日本自動車短期大学における建学の精神は「技術者たる前に良き人間たれ」となっている。ちなみに、教育理念は「人間性豊かな自動車技術者を育成し、教育研究を通じて社会に貢献する」である。

### 教育および研究
- 自動車整備士の養成に重点を置く一方で、全国の自動車短大でも唯一の国際自動車工学科が置かれているところに本短大の特色があり、国際教養とりわけアジア社会で自動車産業界に貢献できる人材を育てることをねらいとしている。モーター・スポーツ・エンジニアリング学科が置かれているのも唯一である。

### 学風および特色
- 9割強は男子学生である。
- クラブ活動では、レーシング部が盛んである。
- 全国自動車短期大学協会の会長校であり、協会事務局が置かれている。
- イタリア短期留学制度がある。
- 2005年に財団法人短期大学基準協会の第三者評価より「適格」認定を受けている。
- 2019年に文部科学省から高等教育の修学支援新制度の対象機関となる。
- 2019年12月に自動車工学科が文部科学省の「職業実践力育成プログラム（ＢＰ）」に認定される。

## 沿革
- 1965年
  - 2月18日 学校法人神野学園の成立[3]。
  - 4月1日 愛知県江南市において開校した江南自動車高等整備学校を源流とする[3]。
- 1966年
  - 翌年4月の開学を目指し、文部省[注釈 1]に対して短期大学の設置認可の申請を次のように行う[4]。
    - 短期大学名 早稲田自動車短期大学
    - 設置予定の学科及び入学定員 自動車工業科 150名
    - 建設予定地 愛知県江南市大字江森[注 3]
- 1967年
  - 2月7日 左記を以て文部省[注釈 1]より短期大学の設置が認可される[注 4]。但し、以下の通りに変更される[6]。
    - 短期大学名 早稲田自動車短期大学→中日本自動車短期大学
    - 設置予定の学科及び入学定員 自動車工業科 150名 変更なし
    - 建設予定地 愛知県江南市大字江森→岐阜県加茂郡坂祝村深萱孤岩1301

  - 4月1日 中日本自動車短期大学が以下の学科体制にて開学する[7]。
    - 自動車工業科 150名[注釈 2]

  - 5月1日 学生数[9]/定員
    - 自動車工業科 389[注釈 3]/150
- 1968年
  - 2月6日 自動車工業科の定員400人に文部省[注釈 1]より認可される[3]。
  - 4月1日 自動車工業科の入学定員を150[注釈 2]→400[10]に増員[11]。
- 1968年
  - 5月1日 学生数[12]/定員
    - 自動車工業科 994[注釈 3]/550

  - 10月 自動車工業科の卒業生に2級自動車整備士の受験資格認定される[3]。
- 1971年
  - 4月1日 自動車工業科の入学定員を400[13]→600[14]に増員[注 5]。
  - 5月1日 学生数[17]/定員
    - 自動車工業科 1,143[注 6]/1,000
- 1972年
  - 5月1日 学生数[18]/定員
    - 自動車工業科 1,222[注 7]/1,200
- 1981年
  - 9月 3号館（教育棟）完成。
- 1984年
  - 4月1日 車体工学コースを開設。
- 1985年
  - 4月1日 電子機械工学コース、自動車工学コースを開設
  - 5月1日 学生数[19]/定員
    - 自動車工業科 1,517[注 8]/1,200

  - 9月 総合グランド完成
- 1986年
  - 5月1日 学生数[20]/定員
    - 自動車工業科 1,530[注 9]/1,200

  - 9月 1・2号館（教育棟）完成。
- 1987年
  - 3月 新敬愛寮完成。
  - 5月1日 学生数[21]/定員
    - 自動車工業科 1,598[注 10]/1,200

  - 8月 4号館（実習棟）完成。
  - 10月 開学20周年式典を挙行。
- 1988年
  - 3月 6・7号館（実習棟）完成。
  - 11月 5号館（実習棟）完成。
- 1992年
  - 5月1日 学生数[注 11]/定員
    - 自動車工業科 1,548[注 12]/1,200
- 1993年
  - 4月1日 専攻科の設置が認可され、以下の課程を設ける[24]。
    - 自動車工学専攻 入学定員20名

  - 5月1日 学生数[25]/定員
    - 自動車工業科 1,532[注 13]/1,200
- 1994年
  - 5月1日 学生数[26]/定員
    - 自動車工業科 1,451[注 14]/1,200
- 1995年
  - 3月 新学生ホール完成。
  - 5月1日 学生数[27]/定員
    - 自動車工業科 1,478[注 15]/1,200
- 1996年
  - 4月 機械工学コース、進学コース開設。
  - 5月1日 学生数[28]/定員
    - 自動車工業科 1,499[注 16]/1,200
- 1997年
  - 10月 開学30周年記念式典を挙行
  - 5月1日 学生数[29]/定員
    - 自動車工業科 1,276[注 17]/1,200
- 1998年
  - 4月 コース教育の整理統合 自動車機械コース、車体整備コース、総合教養コース開設
  - 5月1日 学生数[30]/定員
    - 自動車工業科 1,133[注 18]/1,200
- 1999年
  - 4月1日 専攻科に以下の課程を設ける[31]。
    - 車体整備専攻 入学定員20名

  - 5月1日 学生数[32]/定員
    - 自動車工業科 1,084[注 19]/1,200
- 2000年
  - 2月 イタリア国立フェラーリ工業専門学校と姉妹提携。
- 2004年
  - 4月1日 専攻科の入学定員を以下の通り増員する[33]。
    - 車体整備専攻 20→40

  - 同 1級自動車整備士養成課程スタート。
  - 9月 9号館 (実習棟) 完成
- 2005年
  - 4月1日 以下の課程を新設する[34]。
    - 留学生別科 入学定員20名
- 2007年
  - 4月1日 自動車工業科を自動車工学科に改称[35]。
- 2008年
  - 4月1日 留学生別科の入学定員を20→70に増員[36]。
- 2009年
  - 4月1日 以下の学科を増設する[37]。
    - モータースポーツエンジニアリング学科 入学定員50名
    - 国際自動車工学科 入学定員50名

  - 同 自動車工学科の入学定員を600[38]→300に減員[37]。
  - 同 留学生別科の入学定員を70→100に増員[39]。
- 2011年
  - 4月1日 専攻科に以下の課程を設ける[40]。
    - エコカー整備専攻 入学定員20名
- 2012年
  - 4月1日 専攻科の一部、専攻名を以下の通り改称する[41]。
    - 自動車工学専攻→1級自動車整備専攻

  - 同 学科の入学定員減を以下の通り行う[42]。
    - 自動車工学科 300→200
    - モータースポーツエンジニアリング学科 50→40
- 2014年
  - 4月1日 以下の学科については、この年度で学生募集を最終とする[注 20]。
    - 国際自動車工学科

  - 同 専攻科の以下の課程については、この年度で学生募集を最終とする[注 21]。
- 2015年
  - 4月1日 留学生別科の入学定員を100→50に減員[45]。
- 2017年
  - 3月31日 左記をもって以下の学科を廃止とする[46]。
    - 国際自動車工学科

  - 3月31日 左記をもって専攻科における以下の課程を正式に廃止とする[47]。
    - エコカー整備専攻
- 2018年
  - 4月1日 モータースポーツエンジニアリング学科の入学定員を40→30に減員[48]。
- 2022年
  - 4月1日 この年度より留学生別科を以下の通り改組する[1]。
    - 留学生日本語別科 50[注 22]→10
    - 留学生自動車別科 入学定員20名

## 基礎データ

### 所在地
- 岐阜県加茂郡坂祝町深萱1301

### 交通アクセス
- 名鉄犬山線新鵜沼駅よりスクールバスが運行されている。

### 象徴
- 中日本自動車短期大学のカレッジマークは、篆刻化された「大学」の文字と、その下に自動車の車輪をイメージしたマークが描かれたものとなっている[3]。
- 大学歌は猪子猛が作詞、金光威和雄が作曲したものとなっている。

## 教育および研究

### 組織

#### 学科
- 自動車工学科 200名[1]
  - 2級自動車整備士コース
  - 1級自動車整備士コース
  - 車体整備士コース
- モータースポーツエンジニアリング学科 30名[1]
- 国際自動車工学科 50名[注 23]

##### 設置計画のあった学科
- 工業経営科 入学定員150名[50]

#### 専攻科
- 一級自動車整備専攻（2年制）20名[1]
- 車体整備専攻（1年制）40名[1]
- エコカー整備専攻（1年制）20名[注 24]

#### 別科（1年制）
- 留学生日本語別科 入学定員10名
- 留学生自動車別科 入学定員20名

##### 取得資格について
- 卒業・修了と同時に以下の受験資格が与えられる。
- 二級自動車整備士（ガソリン・ディーゼル）：自動車工業科
- 一級自動車整備士：一級自動車整備専攻
- 車体整備士：車体整備専攻

#### 附属機関
- 中日本自動車短期大学附属図書館

### 研究
- 環境への取り組みを強化しており、現在スターリングエンジンの研究や菜種油を自動車の燃料として使用するための実験などを行っている。
- 『中日本自動車短期大学論叢』[52]ほか

## 学生生活

### 部活動・クラブ活動・サークル活動
- 中日本自動車短期大学における｛部活動｜クラブ活動｜サークル活動｝
  - 体育系：野球・サッカー・テニス・バレーボールほか
  - 文化系：バイク・レーシング・レーシングカート・軽音楽ほか

### 学園祭
- 中日本自動車短期大学の学園祭は「自短祭」と呼ばれ、過去には杉本彩、デーモン小暮閣下が訪問したことがある。2009年にはレギュラー、それいけ斉藤君、わをんによるお笑いライブも催された。

### スポーツ
- テニス部が、2008年の「岐阜県短期大学協会」主催の大会で優勝している。
- サッカー部が、岐阜中濃リーグに出場している。

## 大学関係者と組織

### 大学関係者一覧

#### 大学関係者
- 佐藤観次郎（政治家、元学長）
- 佐藤琢磨（元F1ドライバー、現インディカードライバー）

#### 出身者
- 加藤錠司郎（愛知県稲沢市市長）

## 施設

### キャンパス
- 学内には1～10号館がある。ちなみに、10号館は図書館となっている。
- 近隣には、「日本ライン自動車学校」がある。

### 寮
- 中日本自動車短期大学には「敬愛寮」と呼ばれる学生寮がある。2006年度より第二敬愛寮が完成した。

## 対外関係

### 他大学との協定

#### 国内大学
- 放送大学[53]

### 系列校
- 岐阜医療科学大学（前身は岐阜医療技術短期大学）

## 社会との関わり
- かつて、俳優の黒田アーサーを起用した本短大のコマーシャルが流れたことがある。
- 名古屋テレビのテレビ番組『コケコッコー』で本短大のことについて紹介されたことがある。

## 卒業後の進路について

### 就職について
- 自動車工業科卒業生の実績

自動車メーカー
- トヨタ自動車・日産自動車・ダイハツ工業・スズキ・ヤマハ発動機・アイシン・アイキテックほか

設計・開発専門会社
- 富士テクノサービス・日本アウダテックス・エイム・シイエム・シイほか

各種団体
- 日本自動車連盟（JAF）ほか

損害保険
- 損保ジャパン・東京海上日動調査サービスほか

自動車ディラー
- 栃木トヨタ自動車・横浜トヨペット・富山トヨペット・北陸スバル自動車・北陸三菱ふそう自動車販売・北陸マツダ・ホンダクリオ信州・長野日産自動車・岐阜トヨペット・岐阜日野自動車・岐阜日産自動車・浜松日産自動車・ネッツトヨタ浜松・名古屋トヨペット・愛知日産自動車・中部日産ディーゼル・三重トヨタ自動車・日産プリンス三重販売・滋賀ダイハツ販売・京都トヨタ自動車・関西マツダ・大阪トヨペット・兵庫トヨタ・スズキ自販奈良・四国スバル・宮崎日産自動車・ネッツトヨタ鹿児島ほか

公務系軽自動車検査協会
- 愛知県自動車整備振興会

その他
- 全国の二輪販売店、全国チェーンカー用品店ほか

### 編入学･進学実績
- 自動車工学科
- 【国立大学】室蘭工業大学・岩手大学・秋田大学・山形大学・長岡技術科学大学・富山大学・信州大学・岐阜大学・九州工業大学・琉球大学ほか
- 【私立大学】北海道東海大学・石巻専修大学・東海大学・湘南工科大学・新潟工科大学・福井工業大学・岐阜経済大学・静岡産業大学・中部大学・名古屋経済大学・日本福祉大学・京都学園大学・大阪産業大学・徳山大学・長崎総合科学大学ほか